# Acanthonevra melanostoma
Acanthonevra melanostoma är en tvåvingeart som först beskrevs av Erich Martin Hering 1941.  Acanthonevra melanostoma ingår i släktet Acanthonevra och familjen borrflugor. Inga underarter finns listade i Catalogue of Life.